# Зінченко Юрій Григорович
Юрій Григорович Зінченко (нар. 17 вересня 1964, Магдебург, НДР) — радянський та український футболіст, згодом — український тренер, виступав на позиції півзахисника.

## Кар'єра гравця
Вихованець охтирської ДЮСШ, перший тренер — А. Слободинюк. Футбольну кар'єру розпочав у 1982 році в складі аматорського охтирського «Нафтовика». Далі про футбольну кар'єру Юрія нічого невідомо. У 1991 році продовжив виступи на аматорському рівні, в складі лебединської «Вікторії». У 1992 році повернувся до охтирського «Нафтовика», але виступав лише за другу аматорську команду. Навесні 1995 року захищав кольори першолігових ФК «Суми», але, зігравши в їх складі 3 поєдинки, в травні 1995 року повернувся до «Нафтовика», де виступав за другу команду. Влітку 1995 року перейшов до аматорського клубу «Кристал» (Пархомівка), в складі якого 1997 року завершив кар'єру гравця.

## Тренерська кар'єра
По завершенні ігрової кар'єри розпочав тренерську діяльність. Спочатку навчав дітей у Футбольному центрі Барса (Суми). У серпні 1999 року призначений головним тренером сумського клубу «Фрунзенець-Ліга-99», яким керував до серпня 2000 року. У червні 2001 року виконував обов'язки головного тренера клубу. З 2003 до червня 2005 року допомагав тренувати сумський «Спартак». В березні 2009 року приєднався до тренерського штабу ПФК «Сум», в якому працював як помічник головного тренера до червня 2010 року.